# Hugo Bergmann
Pour les articles homonymes, voir Bergman et Bergmann.
Samuel (Schmuel) Hugo Bergmann ou Samuel Bergman (25 décembre 1883, Prague-18 juin 1975, Jérusalem, Israël) est un membre de l'Intelligentsia pragoise. C'est l'ami de l'écrivain pragois Franz Kafka, du philosophe Felix Weltsch et de Max Brod (qu'il initia au sionisme avant 1910).

## Éléments biographiques
Samuel (Schmuel) Hugo Bergmann ou Samuel Bergman est né le 25 décembre 1883, à Prague-18 juin 1975, Jérusalem, Israël) est un membre de l'Intelligentsia pragoise. C'est l'ami de l'écrivain pragois Franz Kafka, du philosophe Felix Weltsch et de Max Brod (qu'il initia au sionisme avant 1910).
Il fut marié à Else Fanta, la fille de Berta Fanta.
Son fils Martin S. Bergman est  professeur de psychologie à l'université de New York. Il a pour neveu le philosophe et historien tchèque Pavel Bergman.
Il est décédé le 18 juin 1975, à Jérusalem, à l'âge de 91 ans.

### Traducteur
Il traduit de l'hébreu de nombreuses œuvres anthroposophiques de Rudolf Steiner qui traitent de la triarticulation sociale.

### Professeur et Doyen
Hugo Bergmann devint professeur de l'université hébraïque de Jérusalem, dont il fut d'ailleurs un peu plus tard le doyen.
Il écrit notamment sur la nature de la mécanique quantique et plus précisément à propos des liens de causalité qu'il interpréta personnellement :  «plus nous nous rapprochons de la nature ou des composants de l'individu, plus nous sommes libres de mettre en accord les éléments qui nous composent à l'origine et ainsi de renouer avec notre nature profonde, dénuée de toutes les modifications imposées par notre éducation et notre conditionnement sociétal.»

## Honneurs
Il reçut deux fois le prix Israël :
- en 1954, pour l'humanité.
- en 1974, pour sa contribution spéciale à la société et à l'État d'Israël.

Il reçut également le prix Tchernichovsky décerné aux traductions exemplaires.